# Guy Verrier
Guy Verrier (28 de julio de 1928-30 de octubre de 2019) fue un deportista francés que compitió en judo y automovilismo. Ganó de una medalla de oro en el Campeonato Europeo de Judo de 1952 en la categoría abierta.

## Palmarés internacional
| Campeonato Europeo | Campeonato Europeo | Campeonato Europeo | Campeonato Europeo |
| Año                | Lugar              | Medalla            | Categoría          |
| ------------------ | ------------------ | ------------------ | ------------------ |
| 1952               | París (Francia)    | Medalla de oro     | Abierta            |